# リチャード・ウレーニャ
リチャード・ウレーニャ・カスティーヨ（Richard Ureña Castillo、1996年2月26日 - ）は、ドミニカ共和国ドゥアルテ州サン・フランシスコ・デ・マコリス出身のプロ野球選手（遊撃手）。右投両打。現在は、フリーエージェント（FA）。

## 経歴

### プロ入りとブルージェイズ時代
2012年にトロント・ブルージェイズと72万5000ドルで契約を結び、プロ入りを果たした。
2013年3月2日に傘下のルーキー級ドミニカン・サマーリーグ・ブルージェイズに配属された。8月21日にルーキー級ガルフ・コーストリーグ・ブルージェイズへ配属された。この年は計2球団合計で71試合に出場して打率.300、1本塁打、38打点、81安打、9盗塁を記録した。
2014年6月17日にアパラチアンリーグのルーキー級ブルーフィールド・ブルージェイズへ配属された。8月20日にA-級バンクーバー・カナディアンズへ配属された。この年は計2球団合計で62試合に出場して打率.308、2本塁打、25打点、77安打、6盗塁を記録した。
2015年3月20日にはメジャーのスプリングトレーニングに招待された。4月6日にA級ランシング・ラグナッツへ配属された。このリーグでオールスターゲームに選出された。7月2日にA+級ダニーデン・ブルージェイズへ配属された。8月9日にA級ランシングに配属された。この年は2球団合計で121試合に出場し、打率.262、16本塁打、66打点、133安打、8盗塁を記録した。オフにはドミニカ共和国のウィンターリーグであるリーガ・デ・ベイスボル・プロフェシオナル・デ・ラ・レプブリカ・ドミニカーナに参加し、ヒガンテス・デル・シバオに所属した。
2016年1月12日のメジャーのスプリングトレーニングに招待された。4月4日にA+級ダニーデンに配属され、開幕を迎えた。8月3日にAA級ニューハンプシャー・フィッシャーキャッツに配属された。この年は2球団合計で127試合に出場し、打率.295、8本塁打、59打点、153安打、9盗塁を記録した。オフの11月18日にルール・ファイブ・ドラフトでの流出を防ぐために40人枠入りした。
2017年開幕前に発表されたブルージェイズのプロスペクトランキングでは全体11位の評価だった。3月17日のオプションでAA級ニューハンプシャーに配属され、開幕を迎えた。8月31日に監督のジョン・ギボンズが9月1日にセプテンバー・コールアップでメジャーに昇格することを発表し、マイケル・ソーンダース、テオスカー・ヘルナンデス、ルーク・メイリーと共にメジャーに昇格し、同日メジャーデビュー。9月9日のデトロイト・タイガース戦でメジャー初本塁打を記録した。9月12日のボルチモア・オリオールズ戦でザック・ブリットンからメジャー初サヨナラ安打を記録した。この年メジャーでは21試合に出場して打率.206、1本塁打、4打点、1盗塁を記録した。
2018年は40試合に出場して打率.293、1本塁打、6打点、2盗塁を記録した。
2019年は30試合に出場して打率.243、4打点を記録した。オフの12月30日にトラビス・ショウの加入に伴ってDFAとなった。

### オリオールズ傘下時代
2020年1月10日にウェイバー公示を経てオリオールズへ移籍した。2月19日にアンドリュー・ベラスケスの加入に伴ってDFAとなり、23日にマイナー契約で傘下のAAA級ノーフォーク・タイズへ配属された。この年は新型コロナウイルスの感染拡大の影響でマイナーリーグが開催されなかったため、公式戦に出場することなく、オフの11月2日にFAとなった。

### ブルージェイズ傘下時代
2020年12月18日に古巣のトロント・ブルージェイズとマイナー契約を結び、2021年のスプリングトレーニングに招待選手として参加することになった。2021年11月7日にFAとなった。

### ナショナルズ傘下時代
2021年11月28日にワシントン・ナショナルズとマイナー契約を結んだ。2022年のスプリングトレーニングに招待選手として参加することになった。開幕後はAAA級ロチェスター・レッドウイングスに所属したが、37試合に出場して打率.231、2本塁打に終わり、8月9日に自由契約となった。

### 独立リーグ時代
2023年3月7日にアトランティックリーグのヨーク・レボリューションと契約した。ここでは103試合に出場して打率.269、18本塁打、64打点を記録した。

### メキシカンリーグ時代
2024年2月14日にリーガ・メヒカーナ・デ・ベイスボル（メキシカンリーグ）のチワワ・コールデンズと契約した。しかし、シーズン開始前の4月10日に自由契約となった。

## 詳細情報

### 年度別打撃成績
| 年 度    | 球 団    | 試 合 | 打 席 | 打 数 | 得 点 | 安 打 | 二 塁 打 | 三 塁 打 | 本 塁 打 | 塁 打 | 打 点 | 盗 塁 | 盗 塁 死 | 犠 打 | 犠 飛 | 四 球 | 敬 遠 | 死 球 | 三 振 | 併 殺 打 | 打 率 | 出 塁 率 | 長 打 率 | O P S |
| -------- | -------- | ----- | ----- | ----- | ----- | ----- | -------- | -------- | -------- | ----- | ----- | ----- | -------- | ----- | ----- | ----- | ----- | ----- | ----- | -------- | ----- | -------- | -------- | ----- |
| 2017     | TOR      | 21    | 75    | 68    | 6     | 14    | 4        | 0        | 1        | 21    | 4     | 1     | 0        | 1     | 0     | 6     | 0     | 0     | 28    | 0        | .206  | .270     | .309     | .579  |
| 2018     | TOR      | 40    | 108   | 99    | 10    | 29    | 4        | 0        | 1        | 36    | 6     | 2     | 1        | 2     | 0     | 7     | 0     | 0     | 32    | 3        | .293  | .340     | .364     | .703  |
| 2019     | TOR      | 30    | 80    | 74    | 4     | 18    | 6        | 0        | 0        | 24    | 4     | 0     | 0        | 3     | 0     | 2     | 0     | 1     | 23    | 0        | .243  | .273     | .324     | .597  |
| MLB：3年 | MLB：3年 | 91    | 263   | 241   | 20    | 61    | 14       | 0        | 2        | 81    | 14    | 3     | 1        | 6     | 0     | 15    | 0     | 1     | 83    | 3        | .253  | .300     | .336     | .636  |

- 2020年度シーズン終了時

### 年度別投手成績
| 年 度    | 球 団    | 登 板 | 先 発 | 完 投 | 完 封 | 無 四 球 | 勝 利 | 敗 戦 | セ 丨 ブ | ホ 丨 ル ド | 勝 率 | 打 者 | 投 球 回 | 被 安 打 | 被 本 塁 打 | 与 四 球 | 敬 遠 | 与 死 球 | 奪 三 振 | 暴 投 | ボ 丨 ク | 失 点 | 自 責 点 | 防 御 率 | W H I P |
| -------- | -------- | ----- | ----- | ----- | ----- | -------- | ----- | ----- | -------- | ----------- | ----- | ----- | -------- | -------- | ----------- | -------- | ----- | -------- | -------- | ----- | -------- | ----- | -------- | -------- | ------- |
| 2019     | TOR      | 1     | 0     | 0     | 0     | 0        | 0     | 0     | 0        | 0           | ----  | 8     | 1.0      | 4        | 1           | 1        | 0     | 0        | 0        | 0     | 0        | 4     | 4        | 36.00    | 5.00    |
| MLB：1年 | MLB：1年 | 1     | 0     | 0     | 0     | 0        | 0     | 0     | 0        | 0           | ----  | 8     | 1.0      | 4        | 1           | 1        | 0     | 0        | 0        | 0     | 0        | 4     | 4        | 36.00    | 5.00    |

- 2020年度シーズン終了時

### 年度別守備成績
| 年 度 | 球 団 | 投手（P） | 投手（P） | 投手（P） | 投手（P） | 投手（P） | 投手（P） | 二塁（2B） | 二塁（2B） | 二塁（2B） | 二塁（2B） | 二塁（2B） | 二塁（2B） | 三塁（3B） | 三塁（3B） | 三塁（3B） | 三塁（3B） | 三塁（3B） | 三塁（3B） | 遊撃（SS） | 遊撃（SS） | 遊撃（SS） | 遊撃（SS） | 遊撃（SS） | 遊撃（SS） | 左翼（LF） | 左翼（LF） | 左翼（LF） | 左翼（LF） | 左翼（LF） | 左翼（LF） |
| 年 度 | 球 団 | 試 合     | 刺 殺     | 補 殺     | 失 策     | 併 殺     | 守 備 率  | 試 合      | 刺 殺      | 補 殺      | 失 策      | 併 殺      | 守 備 率   | 試 合      | 刺 殺      | 補 殺      | 失 策      | 併 殺      | 守 備 率   | 試 合      | 刺 殺      | 補 殺      | 失 策      | 併 殺      | 守 備 率   | 試 合      | 刺 殺      | 補 殺      | 失 策      | 併 殺      | 守 備 率   |
| ----- | ----- | --------- | --------- | --------- | --------- | --------- | --------- | ---------- | ---------- | ---------- | ---------- | ---------- | ---------- | ---------- | ---------- | ---------- | ---------- | ---------- | ---------- | ---------- | ---------- | ---------- | ---------- | ---------- | ---------- | ---------- | ---------- | ---------- | ---------- | ---------- | ---------- |
| 2017  | TOR   | -         | -         | -         | -         | -         | -         | 1          | 3          | 4          | 0          | 1          | 1.000      | -          | -          | -          | -          | -          | -          | 20         | 34         | 42         | 2          | 12         | .974       | -          | -          | -          | -          | -          | -          |
| 2018  | TOR   | -         | -         | -         | -         | -         | -         | 13         | 13         | 21         | 0          | 2          | 1.000      | 3          | 1          | 3          | 0          | 0          | 1.000      | 20         | 16         | 35         | 3          | 6          | .944       | -          | -          | -          | -          | -          | -          |
| 2019  | TOR   | 1         | 0         | 1         | 0         | 0         | 1.000     | 9          | 8          | 12         | 0          | 1          | 1.000      | 6          | 3          | 8          | 1          | 3          | .917       | 13         | 9          | 25         | 1          | 2          | .971       | 1          | 1          | 0          | 0          | 0          | 1.000      |
| MLB   | MLB   | 1         | 0         | 1         | 0         | 0         | 1.000     | 23         | 24         | 37         | 0          | 4          | 1.000      | 9          | 4          | 11         | 1          | 3          | .938       | 53         | 59         | 102        | 6          | 20         | .964       | 1          | 1          | 0          | 0          | 0          | 1.000      |

- 2020年度シーズン終了時

### 記録
MiLB
- ミッドウェストリーグ・オールスターゲーム選出：1回（2015年）

MLB
- 初本塁打：2017年9月9日、デトロイト・タイガース戦
- 初サヨナラ安打：2017年9月12日、ボルチモア・オリオールズ戦

### 背番号
- 7（2017年 - 2019年）